# 元系统跃迁
元系统跃迁或元系统转换是指通过进化，突现更高层次的组织或控制。
最好的例子如生命起源，单细胞到多细胞的进化，象征性思维。元系统是一些本来互相独立的组件，如分子,细胞,个体等等的组合，突现出的系统调整和控制其间的互动。